# Falaris

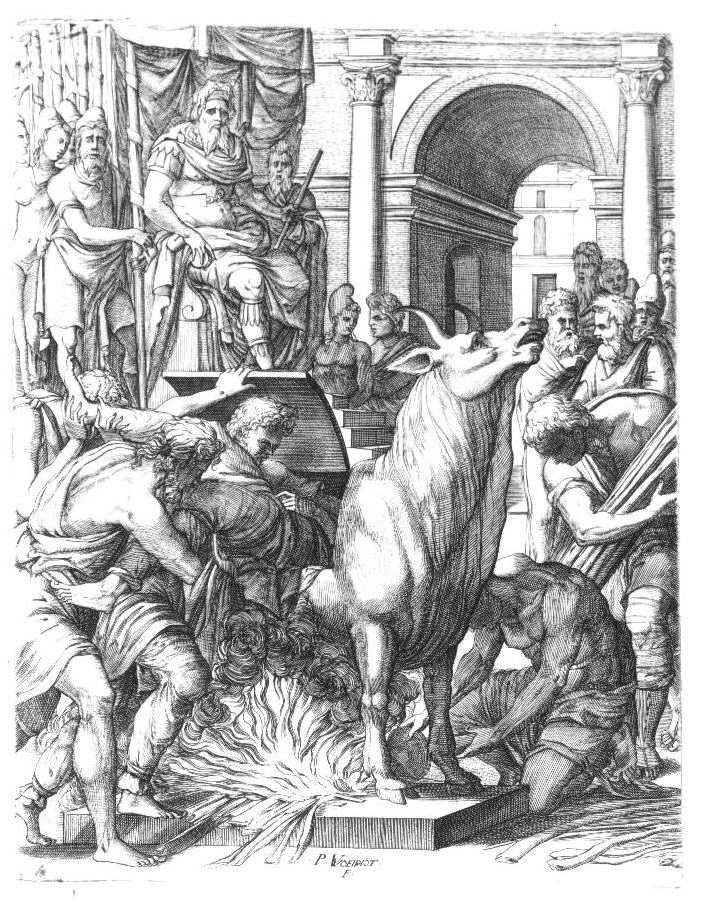
Falaris rozkazuje wrzucić Perilaosa do byka z brązu (XVI-wieczny miedzioryt Pierre’a Woeiriot)

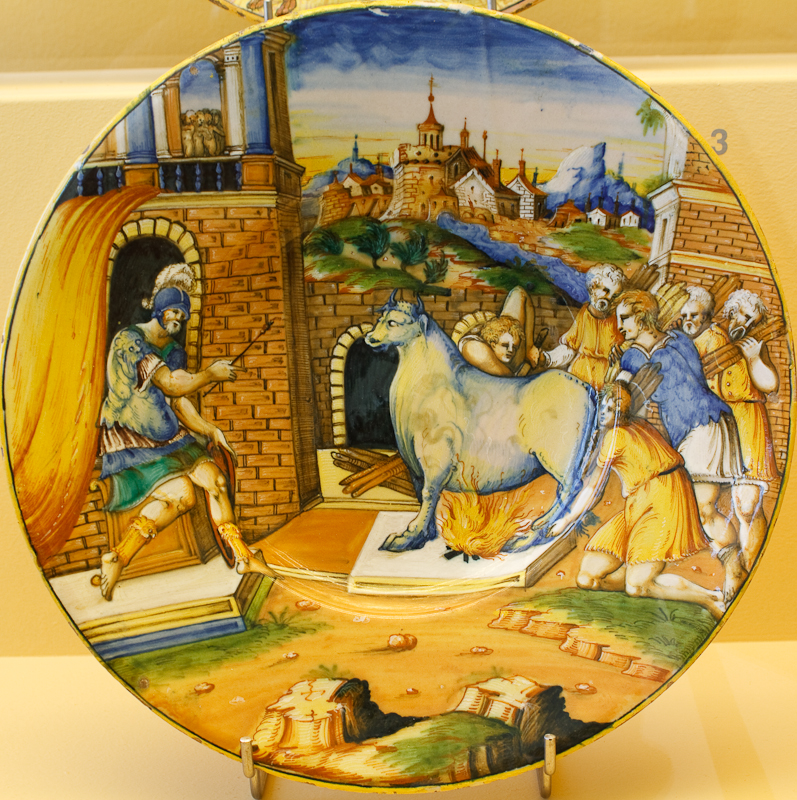
Przypalanie Perilaosa w byku z brązu (majolika XVI-wieczna)

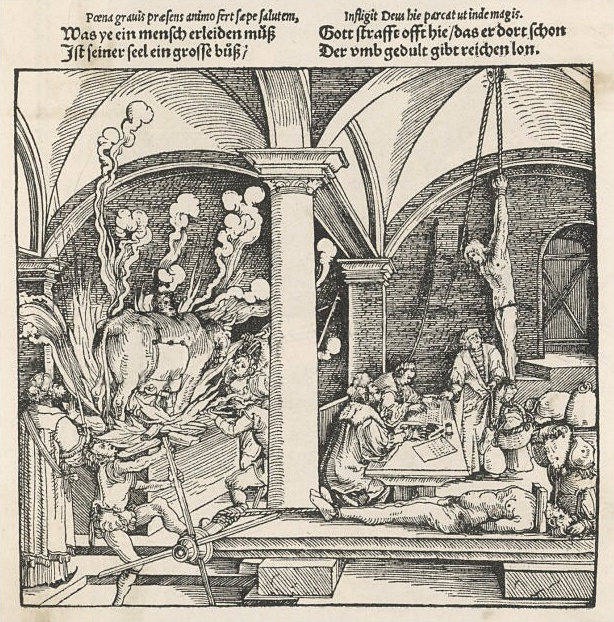
Byk z brązu (drzeworyt Hansa Burgkmaira starszego)

Falaris (gr. Φάλαρις) – władca sycylijskiego miasta Akragas w latach ok. 570 p.n.e.– 554 p.n.e.
Jeden z najsłynniejszych tyranów starożytnej Grecji, któremu przypisuje się okrutne rządy i torturowanie poddanych, podobno też dopuszczanie się kanibalizmu. W późniejszym okresie podejmowano próby częściowej jego rehabilitacji, przedstawiając go jako władcę humanitarnego, mecenasa filozofii i literatury, który przyczynił się do rozbudowy i rozkwitu Akragas.

## Dojście do władzy i upadek
Arystoteles podał przypadek przejęcia władzy przez Falarisa jako przykład wystąpienia warunków, dzięki którym możliwe jest zaistnienie ustroju tyranii. Zanim Falaris przejął władzę, miał pełnić funkcję zwykłego poborcy podatkowego. 
Około 570 p.n.e. mieszkańcy Akragas postanowili zbudować świątynię Zeusa. W zamian za obietnice dostępu do tanich materiałów oraz zatrudnienie najlepszych specjalistów, wybrali Falarisa na stanowisko kierownika prac, przekazując mu fundusze na budowę świątyni, za które zakupił dużą grupę niewolników i wynajął obcokrajowców, a na wzgórzu, gdzie miała stanąć świątynia, zgromadził materiały budowlane.
Wkrótce potem wyznaczył nagrodę za wskazanie rzekomych złodziei tych materiałów i przekonał obywateli, by pozwolili mu wznieść mur zabezpieczający teren budowy, dzięki czemu zamienił świątynię w twierdzę górującą nad miastem. Podczas jesiennych Tesmoforii uzbroił swych ludzi i napadł na mieszkańców miasta, zabijając większość wolnych mężczyzn. Utrzymywał władzę dzięki znienawidzonej przez obywateli straży przybocznej utworzonej z wyzwolonych niewolników i obcych najemników. 
Wobec poddanych praktykował okrutne rządy, a oponentów poddawał nieludzkim męczarniom. To właśnie Falarisowi, jako pierwszemu, przypisano torturowanie ludzi za pomocą byka z brązu – jednego z najstarszych narzędzi kaźni, w którym jako pierwszy torturowany był sam twórca tego urządzenia, brązownik Perilaos. 
Ok. 554 p.n.e. niejaki Telemach, przodek Terona stanął na czele powstania, które obaliło tyrana, a Falaris miał podobno stać się ostatnią z ofiar upieczonych w spiżowym byku.

## Literatura
- William Smith: Dictionary of Greek and Roman Biography and Mythology. 1870, s. 234-236
- Helmut Berve: Die Tyrannis bei den Griechen. München 1967, s. 129-132, 593-595
- Jan M. Długosz: Wzór na tyrana. Starogreckie wzory i przestrogi ustrojowe. „Pomocnik Historyczny”, 7 lutego, 2009 nr 1 (12), s. 21